# Lottumstraße 17

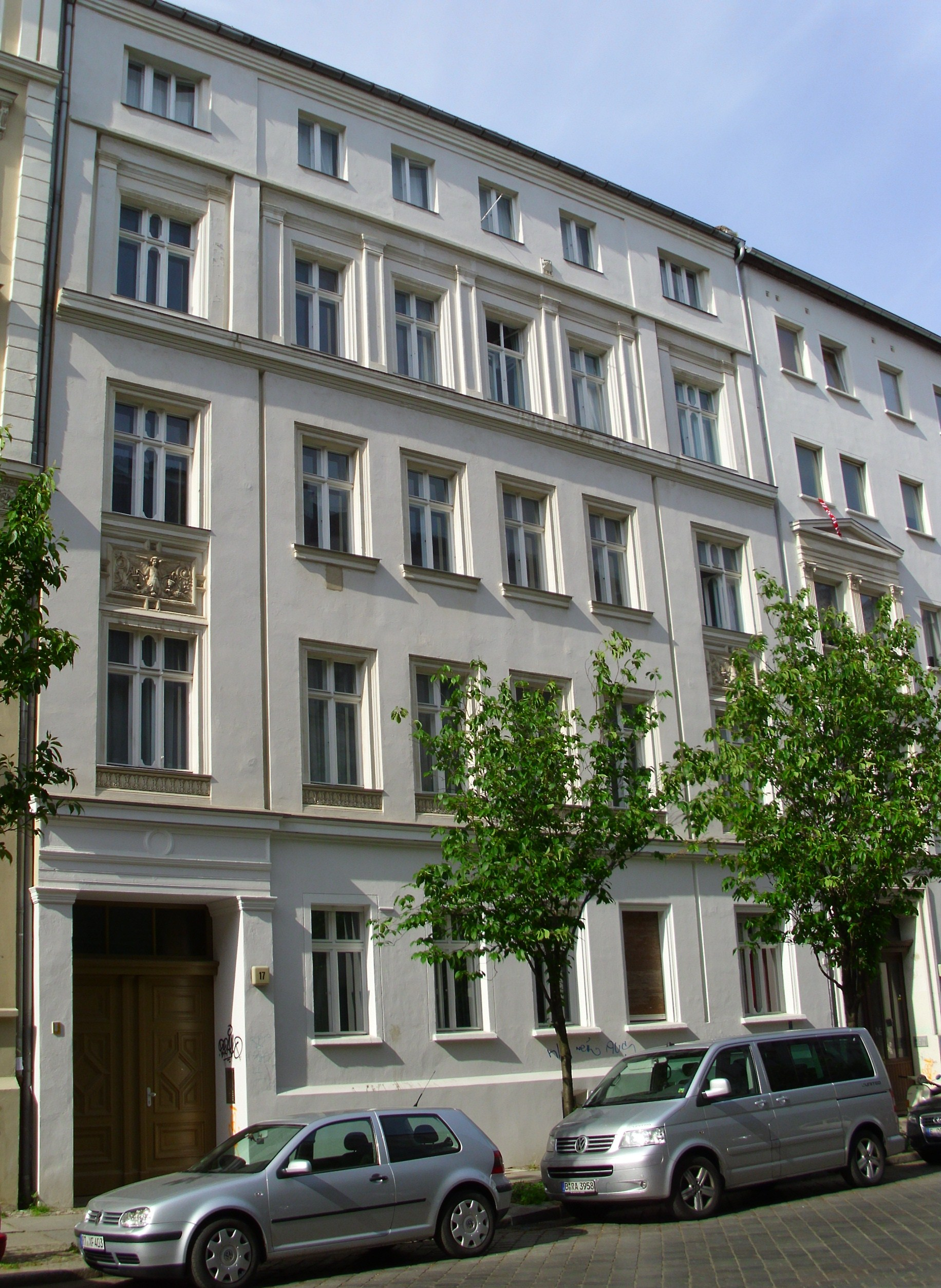
Berlin, Lottumstraße 17

Das unter Denkmalschutz stehende Mietshaus Lottumstraße 17 ist ein 1865 erbautes Wohnhaus im Stadtteil Prenzlauer Berg in Berlin.
Bauherr war Hansmann (Töpfer). Das Gebäude ist in der Berliner Denkmalliste unter der Nummer 09095555 eingetragen und gehört zum denkmalgeschützten Ensemble der Lottumstraße.
Vor dem Haus sind Stolpersteine für Gustav Salane sowie für Max Klag verlegt.